# Seven Sisters Post
Dit overzicht is mogelijk incompleet; u kunt helpen door het uit te breiden.
Seven Sisters Post is een Engelstalig dagblad, dat uitkomt in de Indiase deelstaat Assam. De krant, een broadsheet, verscheen voor het eerst op 11 november 2011 en is eigendom van Saradha Printing and Publications. Het dagblad richt zich vooral op nieuws in het noordoosten van India. Op zondag schenkt het in een supplement aandacht aan creatief schrijven en publiceert het poëzie, essays en verhalen. Het hoofdkantoor is gevestigd in Guwahati.